# David Hœschel
David Hœschel, né le 8 avril 1556 à Augsbourg où il est mort le 19 octobre 1617, est un helléniste humaniste allemand.

## Biographie
Né d'une famille sans fortune, d'un père maître d'école, il bénéficia du mécénat des Fugger et fit ses études au collège Sainte-Anne d'Augsbourg, où il fut l'élève préféré de l'helléniste Hieronymus Wolf. Entre 1576 et 1579, il étudia aussi à Lauingen, Leipzig, Wittemberg. Au printemps 1581, il fut nommé professeur de la classe supérieure du collège Sainte-Anne d'Augsbourg, poste qu'il détint jusqu'à sa mort. En 1593, il devint également recteur du collège et conservateur de la bibliothèque municipale.
Les deux autres grandes figures du collège Sainte-Anne étaient alors Simon Fabricius (1533-1593), helléniste successeur de Wolf comme recteur et qui fut aussi professeur de Hœschel, et le médecin, mathématicien et philologue Georg Henisch (1549-1618), qui enseigna à Sainte-Anne entre 1576 et 1617. Le milieu humaniste d'Augsbourg se réunissait notamment autour de Markus Welser, membre d'une très ancienne famille patricienne de la ville, homme d'affaires dirigeant l'entreprise familiale avec ses frères Matthäus et Paulus, maire d'Augsbourg en 1611, mais aussi humaniste, historien, propriétaire d'une riche bibliothèque dont David Hœschel fit le catalogue. Augsbourg était à l'époque un havre de tolérance religieuse : les professeurs de Sainte-Anne (Wolf, Fabricius, Henisch, Hœschel) étaient des protestants, tous passés par Wittemberg et disciples directs ou indirects de Philippe Mélanchthon ; les Welser étaient des catholiques ; les jésuites établirent à Augsbourg, en 1582, un collège Saint-Sauveur financé par un legs des Fugger, avec d'éminents professeurs (Jacob Pontanus, Matthieu Rader) avec lesquels le protestant Hœschel eut des relations amicales et fécondes. Comme professeur, et recteur du collège Saint-Anne, il s'intéressa beaucoup à la réflexion qui se menait en matière de pédagogie : en 1614, il fit venir à Augsbourg et logea chez lui le pédagogue novateur Wolfgang Ratke, accompagné de Joachim Jung et de Christoph Helwig.
Il entretint une correspondance nourrie avec tous les grands érudits protestants de l'époque, particulièrement : Isaac Casaubon, Joseph Juste Scaliger, Joachim Camerarius le Jeune et son frère Philipp Camerarius, Juste Lipse, Marquard Freher, Daniel Heinsius.

## Travaux
En 1594, fut fondée avec l'argent des Welser une maison d'édition à l'enseigne Ad insigne pinus, dont la direction fut confiée à David Hœschel, et dont l'objectif était notamment la publication des textes grecs inédits que recélait la riche collection de manuscrits de la bibliothèque municipale. En effet, en 1543/44, alors que cette dernière venait d'être fondée, on fit pour la doter l'acquisition d'une centaine de manuscrits grecs à Venise, auprès du marchand crétois Antoine Éparque, pour la somme de cent écus d'or ; le trésor fut à l'époque réceptionné par Wolfgang Musculus. Georg Henisch établit le catalogue de cette collection, et David Hœschel en assura l'impression : Catalogus codicum Græcorum qui sunt in bibliotheca reipublicæ Augustæ Vindelicorum (1595).
David Hœschel donna de très nombreuses éditions de textes grecs, plusieurs fois des editiones principes, dont les textes et les notes furent repris dans des éditions postérieures (pas seulement à partir des manuscrits d'Augsbourg, et pas seulement dans la maison d'édition Ad insigne pinus). Il fit en tout environ soixante-dix publications.

## Publications
- homélies de quelques Pères théophores, qui sont Basile de Césarée, Grégoire de Nysse, Grégoire de Nazianze, Jean Chrysostome, Germain de Constantinople (chez Michael Manger, 1587) ;
- trois opuscules inédits de Philon d'Alexandrie[3] (Francfort, chez Jean Wechel, 1587) ;
- l'homélie sur la Transfiguration de Jean Damascène (1588) ;
- le discours sur la divinité du Fils et du Saint-Esprit de Grégoire de Nysse (1591) ;
- cinq opuscules de Grégoire de Nysse (Leyde, 1593) ;
- l'Oratio in Diem Natalem Servatoris Nostri Jesu Christi de Jean Chrysostome (1594) ;
- le De prædestinatione de Gennade Scholarios (1594) ;
- le traité anonyme Sur les passions (Περὶ παθῶν) attribué alors à Andronicos de Rhodes (1594) ;
- les Hieroglyphica d'Horapollon (1595) ;
- un discours contre les usuriers de Nicolas Cabasilas (1595) ;
- la Synopsis rhetoricæ de Matthieu Camariote (1595) ;
- le Catalogue de Lamprias, le fils de Plutarque[4] (1597) ;
- le traité Sur le sacerdoce de Jean Chrysostome (1599) ;
- les Définitions simples des choses de Grégoire de Nazianze (1599) ;
- la Mystagogie de Maxime le Confesseur (1599) ;
- les Guerres d'Illyrie d'Appien (1599) ;
- un volume des géographes grecs Marcien d'Héraclée, Scylax de Caryanda, Artémidore d'Éphèse, Dicéarque, Isidore de Charax (1600) ;
- la Bibliothèque du patriarche Photius (Augsbourg, 1601, editio princeps, sans doute la plus éclatante contribution de David Hœschel à la philologie ; publication, également à Augsbourg, en 1606, d'une traduction latine du jésuite anversois André Schott) ;
- le Choix de noms et de verbes attiques de Phrynichos Arabios (1601) ;
- six homélies contre les Juifs de Jean Chrysostome (1602) ;
- l'Introduction aux Saintes Écritures d'Adrien (1602) ;
- l'anthologie Sur les ambassades de Constantin Porphyrogénète (1603) ;
- le Contre Celse d'Origène (1605) ;
- les Guerres de Justinien de Procope de Césarée (1607, editio princeps du texte grec[5]) ;
- l'Alexiade d'Anne Comnène (1610, editio princeps) ;
- la Vie de saint Antoine d'Athanase d'Alexandrie (1611, texte grec avec la traduction d'Évagre d'Antioche en regard) ;
- le De numero septenario, le De providentia Dei et deux fragments de Philon d'Alexandrie (1614).

Il publia aussi un dictionnaire latin-grec qui fut réimprimé à plusieurs reprises (1590, 1594, 1600).